# Союз Т-4
Союз Т-4 е съветски пилотиран космически кораб, който извежда в Космоса шестата последна основна експедиция на орбиталната станция Салют-6.

## Екипажи

#### Основен
- Владимир Ковальонок (3) – командир
- Виктор Савиних (1) – бординженер

#### Дублиращ
- Вячеслав Зудов – командир
- Борис Андреев – бординженер

## Параметри на мисията
- Маса: 6850 кг
- Перигей: 358 km
- Апогей: 343 km
- Наклон на орбитата: 51,6°
- Период: 91,4 мин

## Програма
Първата задача на основната експедиция е разтоварването на предварително скаченият със станцията товарен космически кораб Прогрес-12. Последният е отделен от станцията на 19 март. Така се освобождава място за пристигането на Союз 39 с първия космонавт от Монголия на борда. Съвместната работа продължава около 7 денонощия до 30 март. На 15 май е посрещнат и Союз 40 с първия космонавт от Румъния на борда. Това е последният космически кораб, скачил се със станцията. Съвместната работа продължава около 7 денонощия. Извършени са научни изследвания и експерименти, включително изследване на земното магнитно поле. Наблюденията на Земята са забавени до последния ден от тази мисия, когато „Салют 6“ преминава над Румъния през деня (22 май). Няколко дни по-късно „Союз Т-4“ се отделя от станцията и малко по-късно се приземява успешно. Това е изобщо последният пилотиран апарат, скачен със станцията. Последният е Космос 1267, заедно с който тя е свалена от орбита на следващата година.